# Roan Wilson
Roan Roberto Wilson Gordon (ur. 1 maja 2002 w Limón) – kostarykański piłkarz występujący na pozycji defensywnego lub środkowego pomocnika, reprezentant Kostaryki, od 2024 roku zawodnik portugalskiego Chaves.